# Червенка, Роман
Рома́н Че́рвенка (чеш. Roman Červenka; род. 10 декабря 1985, Прага) — чешский хоккеист, центральный нападающий. Чемпион мира 2010 и 2024 годов (единственный в составе чехов, кто играл на обоих этих турнирах), бронзовый призёр чемпионатов мира 2011 и 2022 годов, участник 12 чемпионатов мира в составе сборной Чехии, участник 4 Олимпийских игр (2010, 2014, 2018 и 2022). Обладатель Кубка Гагарина 2015 года в составе СКА.

## Карьера

### Клубная

#### Чешская экстралига
Воспитанник пражской «Славии». В основном составе клуба дебютировал в сезоне 2003/2004. Также выступал за «Комету» (Брно, 2004), «Градец-Кралове» (2005, 2006), «Гавличкув-Брод» (2005), «Слован Устечти Льви» (Усти-над-Лабем, 2006). Всего провёл в составе «Славии» 239 матчей в чешской экстралиге, набрав 188 (88+100) очков по системе гол+пас. Чемпион Чехии 2008 года, серебряный призёр 2009 года. Лучший бомбардир чемпионата Чехии в сезоне 2009/2010, лучший бомбардир плей-офф в сезонах 2008/2009 и 2009/2010.
Также играл в Экстралиге за «Хомутов» в сезоне 2015/16, стал лучшим бомбардиром чемпионата.

#### КХЛ
25 мая 2010 года подписал двухлетний контракт с омским «Авангардом». Играл в одной тройке с Яромиром Ягром. В сезоне 2010/2011 получил приз «Лучший снайпер», забросив в регулярном чемпионате КХЛ 31 шайбу.
В сезоне 2011/12 завоевал серебряные медали чемпионата России в составе «Авангарда». По итогам сезона стал лучшим бомбардиром, снайпером и ассистентом клуба. В плей-офф также стал лучшим бомбардиром (21 очко), снайпером (11 шайб) и ассистентом (10 передач) клуба. По итогам плей-офф стал лучшим бомбардиром лиги (21 очко). Получил приз КХЛ «Золотой шлем» — за попадание в символическую сборную сезона.
За два проведённых в «Авангарде» сезона в 137 сыгранных матчах набрал 130 (70 + 60) очков.
14 мая 2013 года «Лев» отдал права на игрока питерскому СКА в обмен на права на Михала Йордана и Теему Рамстедта. 15 мая 2013 года подписал трёхлетний контракт с питерским СКА.
Червенка выиграл Кубок Гагарина 2015 года, который стал первым в истории для СКА. 25 мая 2015 года покинул СКА.

#### НХЛ

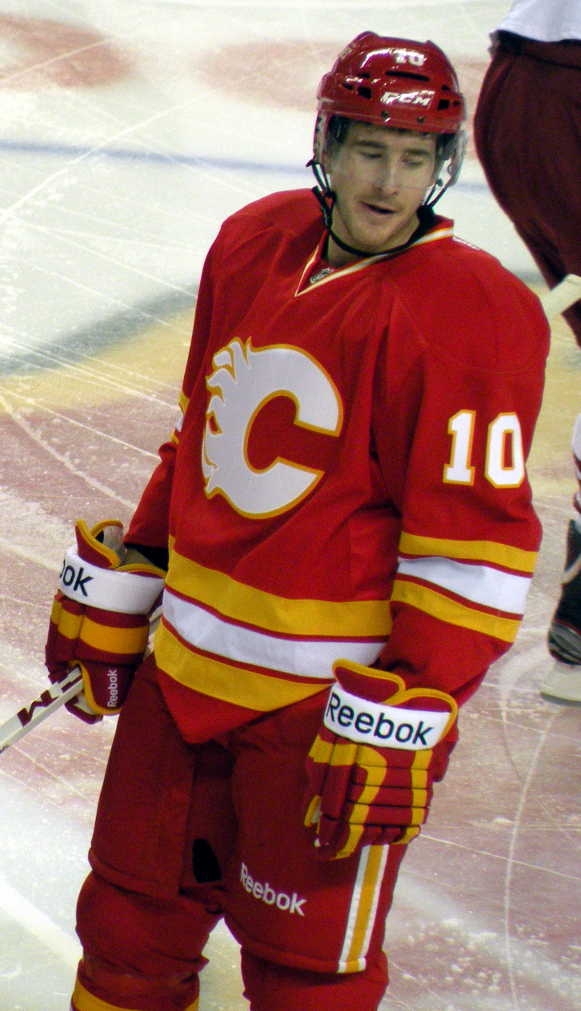
Червенка в составе «Калгари Флэймз»

В мае 2012 года было объявлено о подписании контракта с «Калгари Флэймз» сроком на 1 год на сумму 3,775 млн долларов. Права на игрока при возвращении в КХЛ принадлежали «Авангарду». Во время локаута в НХЛ предпочёл остаться в Чехии, и «Авангард» продал права на игрока в КХЛ пражскому клубу «Лев».

#### Швейцария
В 2016 году перебрался в Швейцарию, где играл за различные клубы. В ноябре 2018 года Роман Червенка серьёзно заболел: у него была диагностирована лёгочная эмболия. Он лечился несколько месяцев и уже в феврале 2019 года вернулся на лёд

### В сборной

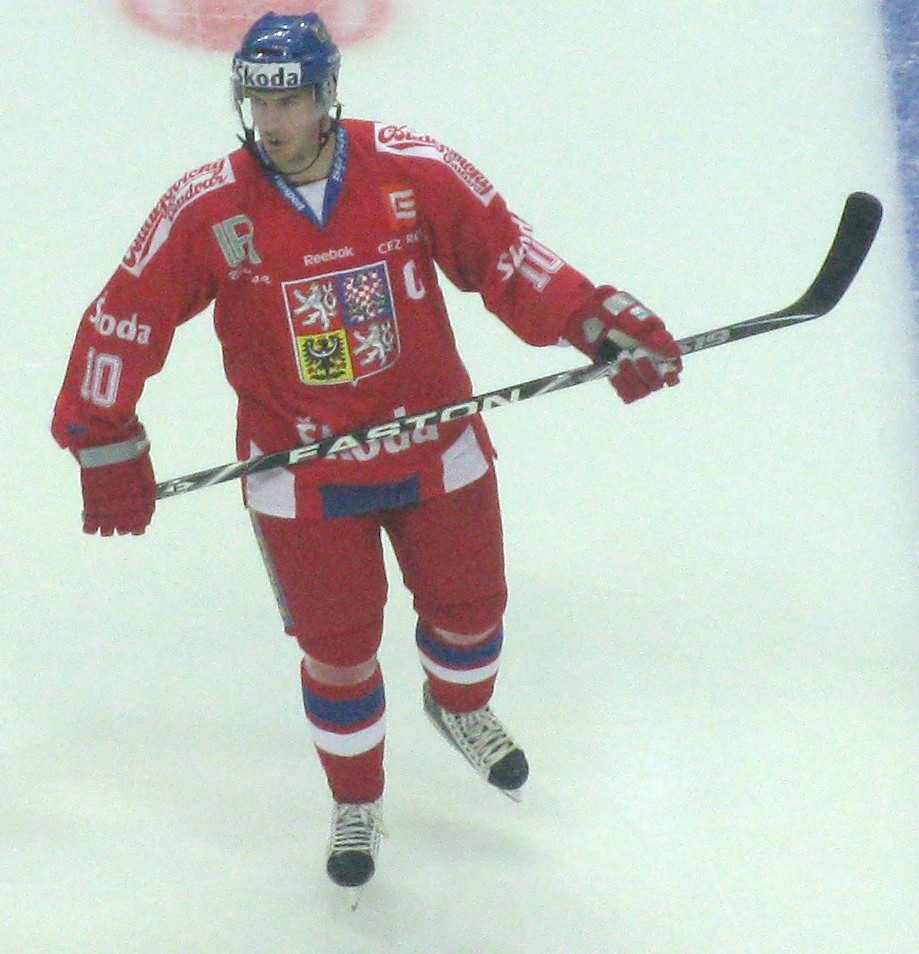
В форме сборной Чехии, 2010 год

Первым взрослым чемпионатом мира для Червенки стал турнир 2009 года, где Чехия выбыла в 1/4 финала, уступив Швеции (1:3).
В 2010 году впервые сыграл на Олимпийских играх, на турнире в Ванкувере Чехия в 1/4 финала проиграла Финляндии (0:2). Червенка набрал 2 очка (0+2) в 5 матчах.
Чемпионат мира 2010 года в Германии стал победным для чехов. В 1/4 финала Чехия обыграла по буллитам Финляндию. В полуфинале чехи сравняли счёт в матче против Швеции за 8 секунд до конца третьего периода, а затем выиграли по буллитам. В финале чехи обыграли сборную России (2:1). Червенка в 9 матчах набрал 2 очка (1+1).
На протяжении 2010-х годов был одним из лидеров сборной Чехии. На чемпионате мира 2011 года набрал в 10 очков (4+6) в 9 матчах, в том числе сделав хет-трик в матче за третье место против сборной России (7:4). Червенка разделил второе место по набранным очкам на чемпионате, уступив только финну Яркко Иммонену (12).
Выступал на чемпионатах мира 2014, 2015, 2016, 2017, 2018, 2022, 2023, 2024 годов, а также на Олимпийских играх 2014, 2018 и 2022 годов и Кубке мира 2016 года. 
На чемпионате мира 2022 года стал лучшим бомбардиром, набрав 17 очков (5+12) в 10 матчах, и помог чехам завоевать бронзовые медали. В матче за третье место Чехия разгромила США 8:4, уступая 1:3 после 1-го периода.
На домашнем чемпионате мира 2024 года набрал 11 очков (3+8) в 10 матчах и помог Чехии завоевать золото спустя 14 лет после предыдущего успеха. Червенка был единственным чемпионом мира 2010 года в составе сборной 2024 года.
Чемпионат мира 2025 года в Швеции и Дании стал для 39-летнего Червенки 12-м в карьере. 17 мая отметился хет-триком в матче групповой стадии против Казахстана (8:1).

## Достижения

### Командные
- Чемпион Чехии 2008
- Чемпион мира 2010, 2024
- Обладатель Кубка Гагарина 2015
- Серебряный призёр чемпионата Чехии 2004, 2009 и чемпионата России 2012, 2015
- Бронзовый призёр молодёжного чемпионата мира 2005, чемпионата Чехии 2010 и чемпионата мира 2011, 2022

### Личные
- Лучший бомбардир плей-офф чемпионата Чехии 2009 (24 очка), 2010 (24 очка)
- Лучший бомбардир чемпионата Чехии 2010 (73 очка) и 2016 (61 очко)
- Лучший бомбардир Кубка Гагарина 2012 (21 очко)
- Лучший бомбардир чемпионата Швейцарии 2022 (64 очка)
- Лучший бомбардир чемпионата мира 2022 (17 очков)
- Лучший снайпер плей-офф чемпионата Чехии 2009 (13 шайб)
- Лучший снайпер КХЛ 2011 (31 гол)
- Лучший ассистент чемпионата Чехии 2010 (43 передачи) и 2016 (48 передач)
- Лучший ассистент плей-офф чемпионата Чехии 2010 (15 передач)
- Лучший ассистент чемпионата мира 2022 (12 передач)
- Лучший хоккеист чемпионата Чехии 2016
- Лучший нападающий чемпионата мира 2022
- Серебряная медаль председателя Сената Чехии (27 сентября 2012)[26]
- Медаль «За заслуги» I степени (2024)[27]

## Статистика
Обновлено на конец сезона 2021/2022
| Легенда | Легенда                    | Легенда | Легенда                   | Легенда | Легенда    |
| ------- | -------------------------- | ------- | ------------------------- | ------- | ---------- |
| И       | Количество проведённых игр | Штр     | Штрафное время            | +/−     | Плюс-минус |
| Г       | Голы                       | П       | Голевые передачи          | О       | Очки       |
| -       | Статистика неизвестна      | —       | Статистика не учитывалась |         |            |

## Личная жизнь
Женат на Веронике Маховой, победительнице конкурса красоты Мисс Чехии 2010, участнице конкурса красоты Мисс мира 2010 в Китае. 22 декабря 2012 года у них родился сын Денис. 20 июня 2015 года состоялась свадьба Романа Червенки и Вероники Маховой.
Брат Романа, Марек Червенка, профессиональный футболист, игравший в чешской первой лиге за пражскую «Славию», остравский «Баник» и «Теплице».